# Férfi 4 × 10 km-es sífutóváltó az 1980. évi téli olimpiai játékokon
Az 1980. évi téli olimpiai játékokon a sífutás férfi 4 × 10 km-es váltó versenyszámát február 20-án rendezték. Az aranyérmet a szovjet váltó nyerte meg. A versenyszámban nem vett részt magyar csapat.

## Végeredmény
Az időeredmények másodpercben értendők.
| Helyezés | Csapat                                                                                           | Idő                                            |
| -------- | ------------------------------------------------------------------------------------------------ | ---------------------------------------------- |
| Arany    | Szovjetunió (URS) · Vaszilij Rocsev · Nyikolaj Bazsukov · Jevgenyij Beljajev · Nyikolaj Zimjatov | 1:57:03,46 29:21,41 29:52,57 29:21,78 28:27,70 |
| Ezüst    | Norvégia (NOR) · Lars Erik Eriksen · Per Knut Aaland · Ove Aunli · Oddvar Brå                    | 1:58:45,77 29:45,96 29:26,77 30:14,80 29:18,24 |
| Bronz    | Finnország (FIN) · Harri Kirvesniemi · Pertti Teurajärvi · Matti Pitkänen · Juha Mieto           | 2:00:00,18 31:17,45 30:17,70 30:08,39 28:16,64 |
| 4.       | NSZK (FRG) · Peter Zipfel · Wolfgang Müller · Dieter Notz · Jochen Behle                         | 2:00:22,74 30:57,65 30:27,07 29:37,29 29:20,73 |
| 5.       | Svédország (SWE) · Sven-Åke Lundbäck · Thomas Eriksson · Benny Kohlberg · Thomas Wassberg        | 2:00:42,71 31:39,44 29:41,45 30:33,62 28:48,20 |
| 6.       | Olaszország (ITA) · Maurilio De Zolt · Benedetto Carrara · Giulio Capitanio · Giorgio Vanzetta   | 2:01:09,93 30:15,96 31:10,76 30:01,62 29:41,59 |
| 7.       | Svájc (SUI) · Hansrüli Kreuzer · Konrad Hallenbarter · Eduard Hauser · Gaudenz Ambühl            | 2:03:36,57 30:37,34 30:51,73 31:45,12 30:22,38 |
| 8.       | Egyesült Államok (USA) · Bill Koch · Tim Caldwell · Jim Galanes · Stan Dunklee                   | 2:04:12,17 29:55,28 32:21,54 31:17,72 30:37,63 |
| 9.       | Csehszlovákia (TCH) · František Šimon · Miloš Bečvář · Jiří Švub · Jiří Beran                    | 2:04:18,66 30:25,96 33:38,63 30:42,95 29:31,12 |
| 10.      | Franciaország (FRA) · Paul Fargeix · Gérard Durand-Poudret · Michel Thierry · Jean-Paul Pierrat  | 2:08:43,61 32:20,65 33:15,45 32:47,10 30:20,41 |